# كهف يخى جما
كهف يخى جما هو كهف ثلجي يقع في مدينة كوهرنك وبمحافظة تشهارمحال وبختياري، وقد تكون هذا الكهف من تراكم الثلوج والجليد على مدى سنوات عديدة، وتسبب الماء الناتج عن ذوبان الجليد في هذا الكهف في تكوين مياه شديدة البرودة داخل هذا الكهف، ودرجة حرارة هذه المنطقة شديدة البرودة وغير محتملة، ويصل ارتفاع الثلوج إلى عدة أمتار في الشتاء ويغلق الطريق لهذا الكهف في فصلي الخريف والشتاء.

## الموقع
يقع هذا الكهف على بعد 25 كم من جيلغرد بعد قرية الشيخ علي خان التي تعتبر مركز اهتمام العديد من السياح، ويقف في الوقت الحاضر كثلاجة جليدية دائمة في جميع فصول السنة، وكان منتجعا لإقامة مسابقات التزلج لسنوات عديدة أيضا، ويتدفق نهر ناتج عن ذوبان الجليد من قلب هذا الكهف إلى سد كوهرنك والذي يشكل بالوقت الحاضر أكبر مصدر للمياه العذبة في إيران.

## خواص الكهف
يبدو الكهف وكأنه مضيق كبير، وكثلاجة طبيعية دائمة بات عامل جذب مذهل للرؤية ولرحلات الإستكشاف الصيفية، وتسبب التدفق في الوديان العميقة وتراكم الثلوج لسنوات عديدة في هذا المكان في بقاء مكعبات المصابيح الجليدية وكتل الثلج الهائلة بشكل دائم في كهف تشما بجميع الفصول.

## الجذابية السياحية
قال مدير جمعية الهلال الأحمر بمدينة كوهرنك إن كهف يخى غوهرنغ الجليدي يعد من أهم مناطق الجذب السياحي في تشهارمحال وبختياري حيث يزور مسافرون كثيرون هذا الكهف سنويا.